# آشکارساز نوری

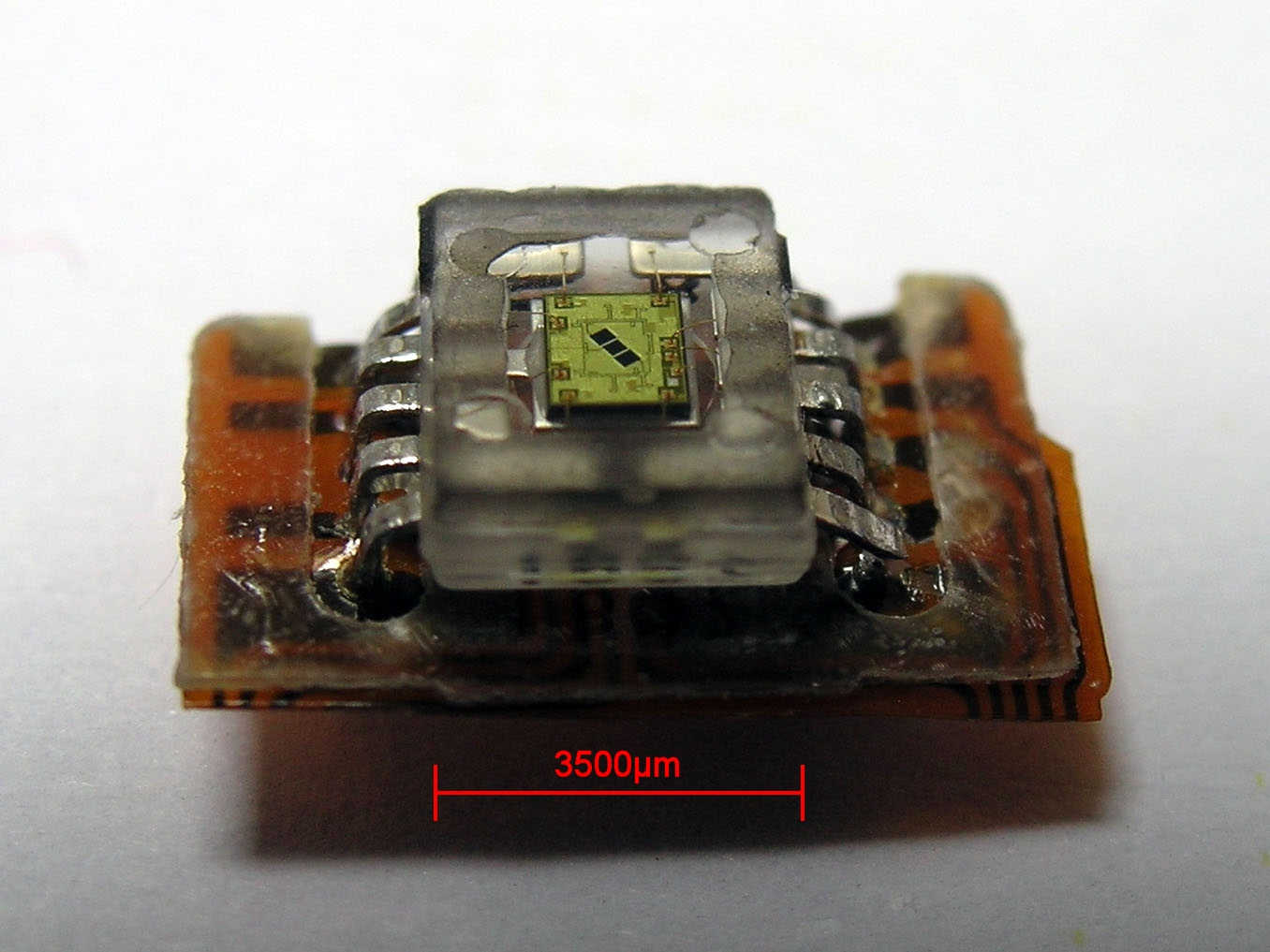
حسگر نور متعلق به سی‌دی-رام. حسگر نور شامل سه فتودیود است که در تصویر قابل مشاهده است. (در مرکز)

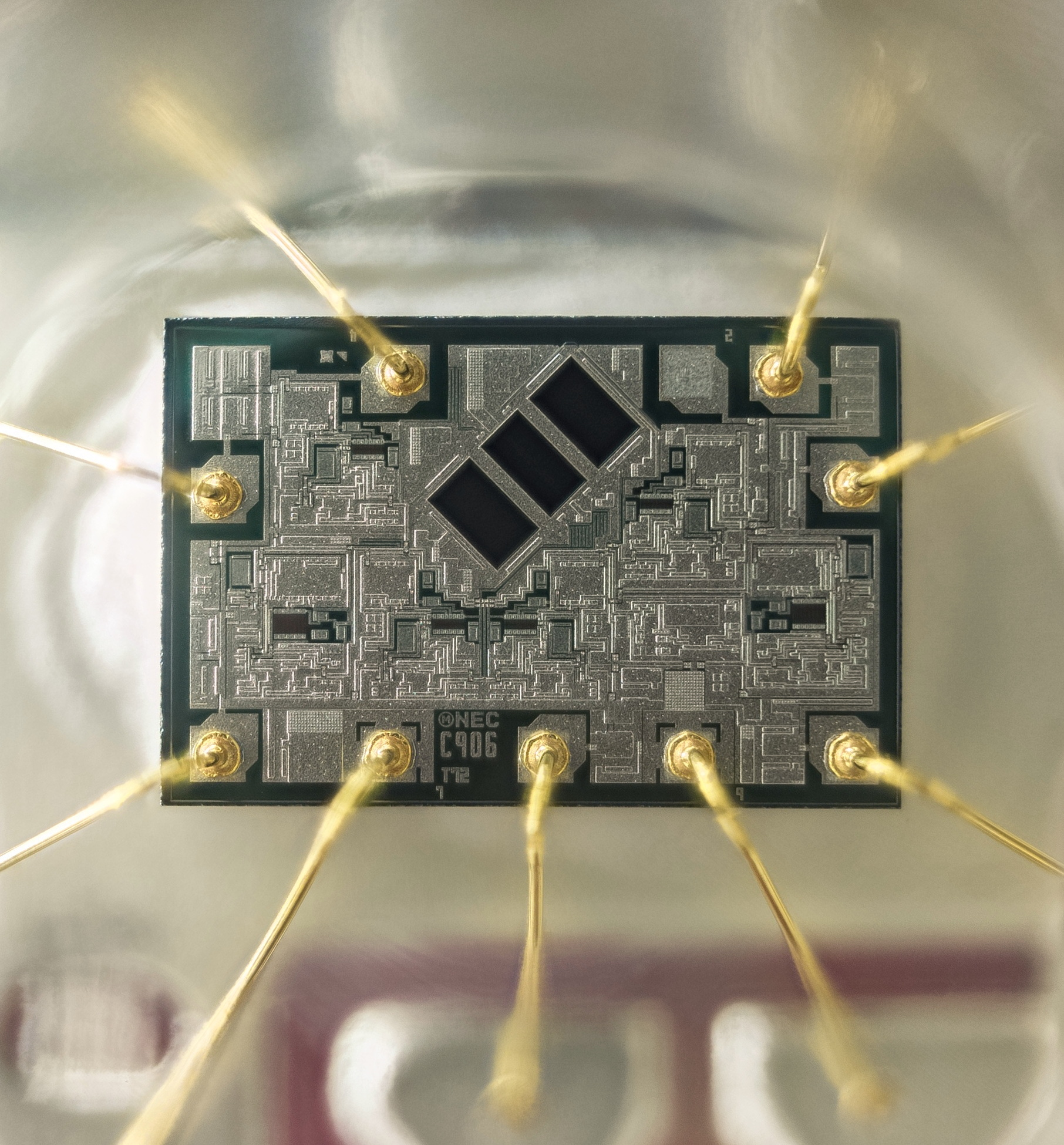
تراشه آشکارسازنوری افزاره پخش سی‌دی

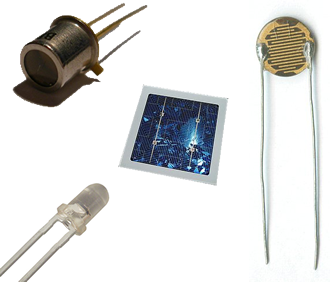
آشکارساز نوری

آشکارساز نوری (به انگلیسی: Photodetector) در واقع یک مقاومت متغیر است که مقدار آن با توجه به نور محیط تغییر می‌یابد. به این صورت که نور را به سیگنال الکتریکی تبدیل می‌کند. در‌صورتی که نور محیط افزایش یابد مقاومت فتوسل کاهش یافته و جریان بیشتری از آن عبور می‌کند. 

## آشکارسازهای نوری براساس سازوکار
انواع اشکارسازهای نوری بسته به سازوکار آشکارسازی یا معیارهای عملکردی مختلف می‌توانند دسته‌بندی شوند. برخی از انواع رایج آشکارسازهای نوری عبارتند از:
- فتودیود: فتودیودها رایج‌ترین نوع آشکارسازهای نوری هستند. آنها افزاره‌های نیم‌رسانا با پیوند PN هستند.
- فتودیود ام‌اس‌ام: یک افزاره نیم‌رسانا با ساختار فلز-نیم‌رسانا-فلز است که دو پیوند شوتکی به جای یک پیوند PN دارد.
- فوتوترانزیستور: یک ترانزیستور نورحساس است که وقتی نور به بخش بیس آن برخورد می‌کند، جریان کلکتور-امیتر را افزایش می‌دهد.
- مقاومت‌نوری: یک مقاومت حساس به نور است که وقتی نور به آن برخورد می‌کند، مقاومت آن کاهش می‌یابد.
- لامپ فزون‌ساز نوری: یک نوع خاص از لامپ‌های‌نوری است که چندین الکترود دارد و وقتی الکترون به یک الکترود برخورد می‌کند، الکترون‌های بیشتر را تولید می‌کند. این افزاره دارای تقویت داخلی بالای است.

## محدوده عملکرد آشکارسازهای نوری
محدوده عملکرد آشکارساز نوری مربوط به بازه‌ای از طول موج‌های نوری است که آشکارساز می‌تواند به آن‌ها واکنش نشان دهد. این محدوده بستگی به نوع ماده و پیوند استفاده شده در ساخت آشکارساز دارد. برای مثال، آشکارسازهای سیلیکونی می‌توانند نور را در بازه‌ای از ۱۹۰ تا ۱۱۰۰ نانومتر آشکار کنند، در حالی که آشکارسازهای گرمانیوم می‌توانند نور را در بازه‌ای از ۴۰۰ تا ۱۷۰۰ نانومتر آشکار کنند.

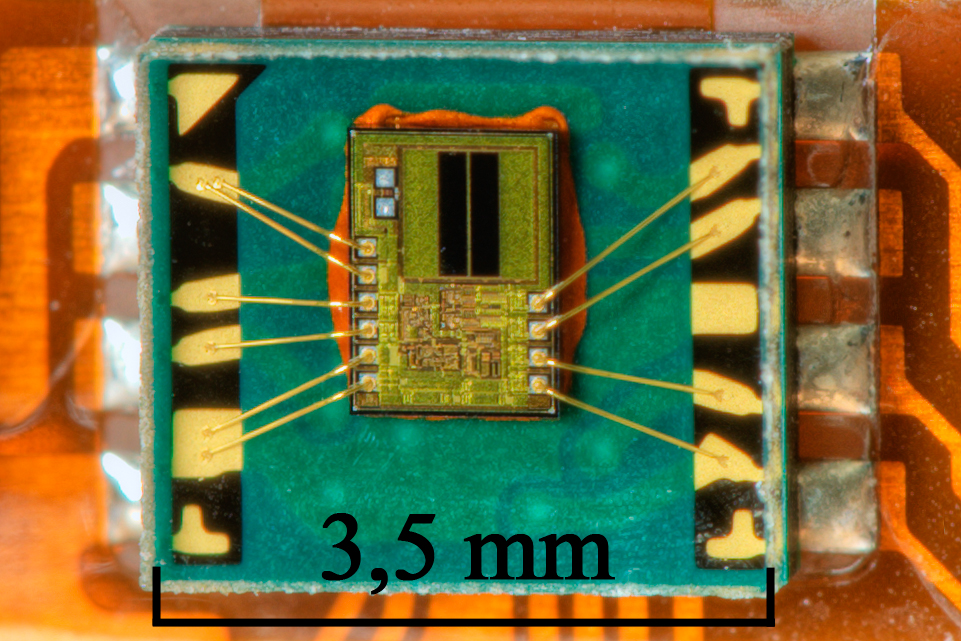
آشکارساز نوری بکار رفته در دی‌وی دی

محدوده عملکرد آشکارساز نوری را می‌توان با استفاده از فیلترهای نوری تغییر داد. فیلترهای نوری می‌توانند بخش‌های خاصی از طول موج‌های نور را جذب یا منعکس کنند و فقط بخش‌های دلخواه را به آشکارساز رسانند. برای مثال، فیلترهای فروسرخ می‌توانند نور مرئی را جذب کنند و فقط نور فروسرخ را عبور دهند.

## ویژگی‌های مهم آشکارسازهای نوری
تعدادی معیار عملکردی وجود دارد که به آنها عدد شایستگی نیز گفته می‌شود، که توسط آنها آشکارسازهای نوری مشخص و مقایسه می‌شوند.
1. حساسیت طیفی
2. پاسخ‌دهی
3. بازده کوانتومی
4. جریان تاریک: جریانی که حتی در غیاب نور از یک آشکارساز نوری عبور می‌کند.
5. زمان صعود

## کاربردها
این قطعات در بسیاری از کاربردهای صنعتی و مصرفی مورد استفاده قرار می‌گیرند، مانند:
- لامپ‌هایی که به‌طور خودکار در پاسخ به تاریکی روشن می‌شوند
- حسگرهای موقعیت که وقتی چیزی نور را قطع می‌کند فعال می‌شوند
- تشخیص فلَاش، برای همگام‌سازی یک فلاش عکاسی با دیگری
- حسگرهای نوری که فاصله، عدم حضور یا حضور یک چیز را تشخیص می‌دهند.
- کلیدهای نوری که سیگنال‌های فیبر نوری یا مدارهای مجتمع نوری را به صورت انتخابی از یک مدار به مدار دیگر سوئیچ می‌کنند